# Sankt Johann im Saggautal
Sankt Johann im Saggautal, St. Johann im Saggautal – gmina w Austrii, w kraju związkowym Styria, w powiecie Leibnitz. Liczy 2031 mieszkańców (1 stycznia 2015).